# Santa Lucía en los Juegos Olímpicos de Atenas 2004
Santa Lucía estuvo representada en los Juegos Olímpicos de Atenas 2004 por dos  deportistas, un hombre y una mujer, que compitieron en dos deportes.
El portador de la bandera en la ceremonia de apertura fue el atleta Zepherinus Joseph. El equipo olímpico santalucense no obtuvo ninguna medalla en estos Juegos.